# トゥルー・パンサー・サウンズ
トゥルー・パンサー・サウンズ（True Panther Sounds） は、アメリカ・ニューヨークのインディペンデント・レコードレーベル。主にインディー・ロックバンドが多く所属している。トゥルー・パンサー(True Panther)と略して表記されることが多い。

## 概要
2004年にDean Bein、Molly Samuel、Avi Kleinの3人によって設立された。その後本拠地をサンフランシスコからニューヨークに移し、ガールズのヒットで大きな成功を収める。2009年にマタドール・レコードに買収され傘下レーベルになった。

## 主なアーティスト
かつて契約していたアーティストを含む
- Black Orange Juice
- Broken Strings
- The Cheese
- Cloud Nothings - クラウド・ナッシングス
- Delorean
- DJ Spoko
- DJ Spoko x DJ Mujava
- Girls - ガールズ
- Glasser
- Hyetal
- Hunx and His Punx
- Janka NabaY
- King Krule - キング・クルール (ミュージシャン)
- Lil JaBBa
- Lil Silva
- Lemonade
- London O'Connor
- Magic Kids
- MC Bin Laden
- Rainbow Bridge
- Real Estate - リアル・エステート
- Red Tape Apocalypse
- Shlohmo
- slowthai
- Standing Nudes
- Strip Mall Seizures
- Tamaryn
- Tanlines
- Taragana Pyjarama
- Teengirl Fantasy
- Tint
- Tobias Jesso Jr.
- Trash Talk
- Ty Segall - タイ・セガール
- Unknown Mortal Orchestra - アンノウン・モータル・オーケストラ